# Lahiri Mahasaya
Shyama Charan Lahiri (Bengala, 30 de setembro de 1828 — Varanasi, 26 de setembro de 1895) foi um grande iogue indiano e o guru de Sri Yukteswar Giri. Mahasaya é um título religioso em sânscrito que significa 'grande alma'.
Ele destacou-se entre os homens indianos sagrados por ter sido um chefe de família. Lahiri viveu com sua família em Varanasi, ao invés de morar num templo ou mosteiro distante da vida familiar. Mesmo assim, alcançou uma reputação substancial entre os religiosos do século XIX.
Paramahansa Yogananda conta muitas histórias sobre Lahiri Mahasaya em seu livro Autobiografia de um Iogue. Ele foi um funcionário de escritório até cerca dos trinta anos de idade, quando conheceu seu guru, Mahavatar Babaji. Lahiri foi escolhido por seu lendário guru para reintroduzir a prática perdida da Kriya Yoga para o mundo moderno. Os discípulos de Lahiri incluem os pais de Yogananada e seu próprio guru, Sri Yukteswar. Lahiri Mahasaya profetizou que o jovem Yogananda seria um grande yogue.

## Ensinamentos
A prática espiritual central que ele ensinou aos seus discípulos foi a Kriya Yoga, uma série de práticas interiores de pranayama que prontamente agilizam o crescimento espiritual do praticante. Ele ensinou esta técnica a todos os interessados sinceros, independentemente de sua bagagem religiosa. Com relação à Kriya Yoga, ele disse:
"Sempre se lembre de que você não pertence a ninguém e ninguém lhe pertence. Reflita que algum dia você terá que, de repente, abandonar  tudo neste mundo. Assim, trave agora conhecimento com Deus. Prepare-se agora para a futura viagem astral da morte viajando diariamente no balão da percepção de Deus. Pela ilusão você se percebe como um amontoado de carne e ossos, que, na melhor hipótese, é um ninho de problemas. Medite incessantemente que você possa rapidamente se saber sendo a Essência Infinita, livre de qualquer forma de miséria. Deixe de ser prisioneiro do corpo. Usando a chave secreta da Krya, aprenda a fugir para o Espírito.
Três claros princípios ensinados por Lahiri sobre o que ele acreditou ser características fundamentais de um verdadeiro guru eram:
1. Um verdadeiro guru nunca irá pedir dinheiro ou presentes (Obs.: O próprio Lihiri pediu doações para as pessoas que ele iniciou na Kriya Yoga. Essa prática foi continuada por algum de seus discípulos. Presume-se que essa doações foram direcionadas à disseminação da mensagem do Kriya Ioga, ao invés de beneficiar o Guru)
2. Um verdadeiro guru nunca assumirá um título especial que possa distanciá-lo ou elevá-lo sobre outros. (Obs.: O próprio 'Mahasaya' é um título que significa "grande alma", então há exceções a esse princípio. Outros discípulos de Lahiri Mahasaya também receberam legitimamente e aceitaram títulos espirituais)
3. Um verdadeiro guru nunca pedirá a um seguidor a rendição do próprio livre arbítrio.[1]